# Ophiomyia legitima
Ophiomyia legitima är en tvåvingeart som beskrevs av Spencer 1973. Ophiomyia legitima ingår i släktet Ophiomyia och familjen minerarflugor.
Artens utbredningsområde är Dominica. Inga underarter finns listade i Catalogue of Life.